# Новосокольницький район
Новосокольницький район (рос. Новосокольнический район) — муніципальне утворення у складі Псковської області, Російська Федерація.
Адміністративний центр — місто Новосокольники. Район включає 10 муніципальних утворень.

## Відомі особистості
У районі народився:
- Азбелєв Микола Вікторович (1922-2006) — російський радянський математик (с. Базлова).